# 江口真樹
江口 真樹（えぐち まき、1973年7月11日- ）は、長崎県出身の、日本の元モデル。

## 人物・来歴
- 身長：165cm
- スリーサイズ：B83cm/W56cm/H83cm
- 血液型：B型
- 現在の活動・消息は一切不明。熱愛・結婚報道もない。

## 作品

### 写真集
- HIP - 1995年、英知出版刊、撮影:ジェイ・オオタ、ISBN 4754213971